# Xã Spring Grove, Quận McHenry, Bắc Dakota
Xã Spring Grove (tiếng Anh: Spring Grove Township) là một xã thuộc quận McHenry, tiểu bang Bắc Dakota, Hoa Kỳ. Năm 2010, dân số của xã này là 39 người.